# ريلاكسين
الريلاكسين (بالإنجليزية: Relaxin)‏ هو هرمون يتم إفرازه في حال الحمل يساهم في استرخاء عضلات الحوض ليتسع بالشكل الكافي تمهيدا للولادة.

## التخلق
في الإناث، يتم إنتاجه من قبل الجسم الأصفر في المبيض، الثدي، وخلال فترة الحمل، وأيضا عن طريق المشيمة، المشيماء، والساقط. أما في الذكور، فيتم إنتاجه في البروستاتا الموجود في السائل المنوي.

## الهيكل
هيكليا، ريلاكسين وثنائي مغايل من سلاسل الببتيد من 24 و29 حمض أميني مرتبطة بثانئي كبريتيد الجسور، ويبدو ذات الصلة للأنسولين.

## الوظيفة

### عند الإنسان
في الإناث، ينتج بشكل رئيسي من قبل الجسم الأصفر، في كل من الإناث الحوامل وغير الحوامل. يرتفع إلى أعلى مستوى في حوالي 14 يوم من الإباضة، ثم تتراجع في حالة عدم وجود الحمل، مما يسفر عن الحيض([بحاجة لمصدر]). خلال الأشهر الثلاثة الأولى من الحمل، ترتفع المستويات وينتج ريلاكسين إضافي من قبل الساقط. تبلغ ذروة الريلاكسين خلال 14 أسبوعا من الثلث الأول من الحمل وعند الولادة. ومن المعروف أن توسط تغييرات الدورة الدموية التي تحدث أثناء الحمل، مثل زيادة النبض القلبي، وزيادة تدفق الدم الكلوي، وزيادة امتثال الشرايين. كما أنه يريح أيضا أربطة الحوض الكبرى. ويعتقد أنه يخفف من ارتفاق العانة.
في الذكور، الريلاكسين يعزز الحركة من الحيوانات المنوية في السائل المنوي.

### عند الحيوانات الأخرى
عند الحيوانات، الريلاكسين يوسع عظم العانة وسهل عملية الولادة، كما يخفف عنق الرحم (نضج عنق الرحم)، ويريح عضلات الرحم. هكذا، ولفترة طويلة، الريلاكسين ينظر في هرمون الحمل. ومع ذلك، أهميته قد تصل ألى أبعاد كثيرة من ذلك. الريلاكسين يؤثر على استقلاب الكولاجين، مما يعوق تخلق الكولاجين وتعزيز انهيارها من خلال زيادة مصفوفة ميتالوبروتياز. كما أنه يعزز الأوعية الدمية وهو وعاء كلوي قوي.

## المستقبلات
الريلاكسين يتفاعل مع مستقبلات الريلاكسين () و ()، والتي تنتمي إلى مستقبل مقترن بالبروتين ج.
تم العثور على مستقبلات الريلاكسين في القلب، العضلات الملساءء، والنسيج الضام، والجهاز العصبي الذاتي.

## الاضطرابات
الاضطرابات المحددة المتصلة بالريلاكسين لم يتم وصفها، ومع ذلك، فقد تم اقتراح ربطه بتصلب الجلد وآلام العضلات الليفية.

## وصلات خارجية
- ريلاكسين في المكتبة الوطنية الأمريكية للطب نظام فهرسة المواضيع الطبية (MeSH).